# Scriptania nordenskjoldi
Scriptania nordenskjoldi là một loài bướm đêm trong họ Noctuidae.